# Manito (Albay)
Manito is een gemeente in de Filipijnse provincie Albay op het eiland Luzon. Bij de laatste census in 2007 had de gemeente bijna 22 duizend inwoners.

## Geografie

### Bestuurlijke indeling
Manito is onderverdeeld in de volgende 15 barangays:
| - Balabagon - Balasbas - Bamban - Buyo - Cabacongan - Cabit - Cawayan - Cawit | - Holugan - It-Ba - Malobago - Manumbalay - Nagotgot - Pawa - Tinapian |

## Demografie
Manito had bij de census van 2007 een inwoneraantal van 21.652 mensen. Dit zijn 1.232 mensen (6,0%) meer dan bij de vorige census van 2000. De gemiddelde jaarlijkse groei komt daarmee uit op 0,81%, hetgeen lager is dan het landelijk jaarlijks gemiddelde over deze periode (2,04%). Vergeleken met de census van 1995 is het aantal mensen met 3.201 (17,3%) toegenomen.

De bevolkingsdichtheid van Manito was ten tijde van de laatste census, met 21.652 inwoners op 107,4 km², 201,6 mensen per km².